# ГЕС Souapiti
ГЕС Souapiti – гідроелектростанція на південному заході Гвінеї, спорудження якої ведеться менш ніж за 100 км на північний схід від столиці країни Конакрі. Розташована між ГЕС Гарафірі та ГЕС Калета, нова станція складатиме середній ступінь в каскаді на річці Конкуре, котра тече через Гвінею у широтному напрямку до впадіння в Атлантичний океан біля зазначеного вище міста. 
В межах проекту річку за 6 км вище від станції Калета перекриють греблею із ущільненого котком бетону висотою 117 метрів та довжиною 1148 метрів. Вона утворить водосховище площею поверхні 320 км2 з об’ємом 5,6 млрд м3. 
Машинний зал обладнають 5 турбінами типу Френсіс загальною потужністю 450 МВт, які при напорі у 100 метрів вироблятимуть 1,9 млрд кВт-год електроенергії на рік.
Видача продукції відбуватиметься по ЛЕП, що працюватиме під напругою 220 кВ. 
Контракт на реалізацію проекту, вартість якого оцінюють у 1,4 млрд доларів США, уклала в 2016 році китайська корпорація China International Water & Electric Corp. (CIWEC), яка безпосередньо перед тим завершила спорудження ГЕС Калета.
Станом на літо 2017-го розпочалось завезення на майданчик станції необхідної для виконання робіт техніки.
Будівництво розраховують завершити за 5 років. 